# Modulus calusa
Modulus calusa is een slakkensoort uit de familie van de Modulidae. De wetenschappelijke naam van de soort is voor het eerst geldig gepubliceerd in 1988 door Petuch.